# Oberea rotundipennis
Oberea rotundipennis är en skalbaggsart som beskrevs av Stefan von Breuning 1956. Oberea rotundipennis ingår i släktet Oberea och familjen långhorningar.
Artens utbredningsområde är Laos. Inga underarter finns listade i Catalogue of Life.